# Zee Cine Award/Bestes Regiedebüt
Der Zee Cine Award for Most Promising Director ist eine Kategorie des indischen Filmpreises Zee Cine Award: der Preis für das beste Regiedebüt.
Er wurde erstmals im Jahre 2004 verliehen. 2002 wurde für das beste Regiedebüt einmalig der Zee Cine Special Award for Debut Director verliehen. Gewonnen hat ihn damals Farhan Akthar für Dil Chahta Hai. Erst seit 2004 wird der Preis für das beste Regiedebüt offiziell von einer Jury verliehen und im März bekanntgegeben. 
Liste der Gewinner:
| Jahr | Regisseur        | Film             | Deutscher Titel                             |
| ---- | ---------------- | ---------------- | ------------------------------------------- |
| 2004 | Rajkumar Hirani  | Munnabhai MBBS   | Munna Bhai – Lachen macht gesund            |
| 2005 | Farah Khan       | Main Hoon Na     | Ich bin immer für Dich da!                  |
| 2006 | Pradeep Sarkar   | Parineeta        | Parineeta – Das Mädchen aus Nachbars Garten |
| 2007 | Dibakar Banerjee | Khosla Ka Ghosla | —                                           |
| 2008 | Aamir Khan       | Taare Zameen Par | Taare Zameen Par – Ein Stern auf Erden      |
| 2009 | keine Verleihung |                  |                                             |
| 2010 | keine Verleihung |                  |                                             |
| 2011 | Abhinav Kashyap  | Dabangg          | —                                           |
| 2012 | Siddique         | Bodyguard        | —                                           |
| 2013 | Gauri Shinde     | English Vinglish | Englisch für Anfänger                       |
| 2014 | Ritesh Batra     | The Lunchbox     | Lunchbox                                    |